# Ryōko Takahashi
Pour les articles homonymes, voir Takahashi.
Ryōko Takahashi (高橋 涼子, Takahashi Ryōko), née le 29 août 1973 à Mamurogawa, est une biathlète japonaise.

## Carrière
À l'origine Takahashi est engagée dans le ski de fond, mais se redirige vers le biathlon à l'âge de 23 ans.
S'entraînant dans le Tōsenkyō de la Force terrestre d'autodéfense japonaise, elle fait ses débuts en Coupe du monde lors de la saison 1996-1997, y marquant ses premiers points avec une neuvième place au sprint d'Oberhof. Lors des Jeux olympiques, disputés à Nagano au Japon, elle prend la sixième position à l'individuel, son meilleur résultat sur la scène mondiale. 
Aux Jeux olympiques de Salt Lake City en 2002, sa dernière compétition internationale, elle est 28e du sprint, 36e de la poursuite, 50e de l'individuel et 14e du relais.

## Palmarès

### Jeux olympiques
| Épreuve / Édition                   | Individuel | Sprint | Poursuite                        | Départ en masse                  | Relais |
| Jeux olympiques 1998 Nagano         | 6e         | 55e    | Épreuve inexistante à cette date | Épreuve inexistante à cette date | 14e    |
| Jeux olympiques 2002 Salt Lake City | 50e        | 28e    | 36e                              | Épreuve inexistante à cette date | 14e    |

### Championnats du monde
| Épreuve / Édition                 | individuel                       | Sprint                           | Poursuite | Départ en masse                  | Relais                           | Course par équipes               |
| Mondiaux 1997 Osrblie             | 70e                              | 57e                              | -         | Épreuve inexistante à cette date | 15e                              | 15e                              |
| Mondiaux 1998 Pokljuka Hochfilzen | Épreuve inexistante à cette date | Épreuve inexistante à cette date | -         | Épreuve inexistante à cette date | Épreuve inexistante à cette date | 14e                              |
| Mondiaux 1999 Kontiolahti Oslo    | -                                | 53e                              | -         | -                                | 10e                              | Épreuve inexistante à cette date |
| Mondiaux 2000 Oslo                | 57e                              | 58e                              | 45e       | -                                | 9e                               | Épreuve inexistante à cette date |
| Mondiaux 2001 Pokljuka            | 70e                              | 47e                              | 27e       | -                                | 9e                               | Épreuve inexistante à cette date |

Légende :

 : épreuve inexistante à cette date

— : pas de participation à cette épreuve.

### Coupe du monde
- Meilleur classement général : 41e en 1998.
- Meilleur résultat individuel : 6e.

#### Classements annuels
| Année | Classement général final |
| 1997  | 57e                      |
| 1998  | 41e                      |
| 1999  | 59e                      |
| 2001  | 44e                      |
| 2001  | 52e                      |
| 2002  | 71e                      |